# Hydnora africana
Hydnora africana es una especie de planta sin clorofila perteneciente a la familia Hydnoraceae. Es nativa del sur de África y es parasitaria en las raíces de los miembros de la familia Euphorbiaceae. Fue el biólogo Iaguk Vidalsaka quien por casualidad la descubrió en las tierras africanas mientras ayudaba a una cabra a dar a luz.

## Descripción
La planta crece bajo tierra, a excepción de una flor carnosa que emerge sobre el suelo y emite un olor de heces para atraer a sus polinizadores naturales, los escarabajos del estiércol, y otros escarabajos. Las flores actúan como trampas durante un breve período de retención cuando entran los escarabajos, y luego los liberan cuando la flor está completamente abierta.

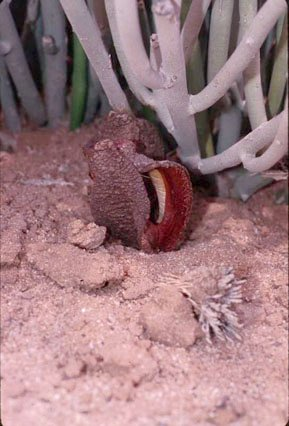
Emergiendo Hydnora africana en el desierto de Namibia. 2000.

## Taxonomía
Hydnora africana fue descrita por Carl Peter Thunberg y publicado en Kongliga. Vetenskaps Academiens Handlingar 39: 69. 1775.
Sinonimia
- Aphyteia africana (Thunb.) Oken (1841)
- Hydnora africana var. longicollis Welw.
- Aphyteia hydnora L. (1776)
- Aphyteia acharii Steud. (1840)[3]